# Trophée des champions 2024
Il Trophée des Champions 2024 è stata la 48ª Supercoppa di Francia, la 29ª organizzata dalla LFP.
Si è svolta il 5 gennaio 2025 al stadio 974 di Doha tra il Paris Saint-Germain, vincitore della Ligue 1 2023-2024 e della Coppa di Francia 2023-2024, e il Monaco, secondo classificato in campionato.
Il trofeo è stato vinto dal Paris Saint-Germain, al tredicesimo successo nella competizione.

## Partecipanti
| Squadre             | Qualificazione                                                       | Partecipazioni precedenti (il grassetto indica la vittoria)                                               |
| ------------------- | -------------------------------------------------------------------- | --- |
| Paris Saint-Germain | Vincitore della Ligue 1 2023-2024 e della Coppa di Francia 2023-2024 | 17 (1986, 1995, 1998, 2004, 2006, 2010, 2013, 2014, 2015, 2016, 2017, 2018, 2019, 2020, 2021, 2022, 2023) |
| Monaco              | Secondo classificato della Ligue 1 2023-2024                         | 6 (1960, 1961, 1985, 1997, 2000, 2017)                                                                    |

## Tabellino
| Arbitro: | Willy Delajod |

|               |           |  |
| Dembélé 90+2’ | Marcatori |  |

| Paris Saint-Germain | Monaco |

| P               | 1  | Gianluigi Donnarumma |     |     |
| D               | 2  | Achraf Hakimi        |     |     |
| D               | 51 | Willian Pacho        |     |     |
| D               | 5  | Marquinhos           |     |     |
| D               | 25 | Nuno Mendes          | 23’ |     |
| C               | 33 | Warren Zaïre-Emery   |     | 88’ |
| C               | 17 | Vitinha              |     |     |
| C               | 87 | João Neves           |     | 67’ |
| A               | 19 | Lee Kang-in          |     | 67’ |
| A               | 10 | Ousmane Dembélé      |     |     |
| A               | 14 | Désiré Doué          |     | 72’ |
| A disposizione: |    |                      |     |     |
| P               | 39 | Matvej Safonov       |     |     |
| D               | 21 | Lucas Hernandez      |     |     |
| D               | 35 | Lucas Beraldo        |     |     |
| D               | 42 | Yoram Zague          |     |     |
| C               | 8  | Fabián Ruiz          |     | 67’ |
| C               | 24 | Senny Mayulu         |     | 88’ |
| A               | 9  | Gonçalo Ramos        |     | 72’ |
| A               | 11 | Marco Asensio        |     |     |
| A               | 29 | Bradley Barcola      | 87’ | 67’ |
| Allenatore:     |    |                      |     |     |
| Luis Enrique    |    |                      |     |     |

| P               | 16 | Philipp Köhn       |     |     |
| D               | 2  | Vanderson          | 35’ | 86’ |
| D               | 22 | Mohammed Salisu    |     |     |
| D               | 5  | Thilo Kehrer       |     |     |
| D               | 12 | Caio Henrique      |     |     |
| C               | 10 | Aleksandr Golovin  |     | 72’ |
| C               | 6  | Denis Zakaria      |     |     |
| C               | 11 | Maghnes Akliouche  |     | 86’ |
| C               | 18 | Takumi Minamino    |     |     |
| C               | 7  | Eliesse Ben Seghir |     |     |
| A               | 21 | George Ilenikhena  |     | 72’ |
| A disposizione: |    |                    |     |     |
| P               | 50 | Yann Liénard       |     |     |
| D               | 4  | Jordan Teze        |     | 86’ |
| D               | 20 | Kassoum Ouattara   |     |     |
| D               | 46 | Bradel Kiwa        |     |     |
| D               | 88 | Soungoutou Magassa |     | 86’ |
| C               | 8  | Eliot Matazo       |     |     |
| C               | 15 | Lamine Camara      |     | 72’ |
| C               | 42 | Saïmon Bouabré     |     |     |
| A               | 36 | Breel Embolo       |     | 72’ |
| Allenatore:     |    |                    |     |     |
| Adi Hütter      |    |                    |     |     |

| Assistenti arbitrali: Erwan Finjean Philippe Jeanne Quarto ufficiale: Abdelatif Kherradji VAR: Hamid Guénaoui Assistente al VAR: Cédric Dos Santos | Regole dell'incontro - due tempi regolamentari da 45 minuti ciascuno; - tiri di rigore in caso di parità; inizialmente cinque per squadra, e a oltranza fino a spareggio in caso di ulteriore parità; - numero massimo di 20 giocatori per squadra a referto (11 in campo e 9 come potenziali sostituti); - cinque sostituzioni permesse. |